# 2,3,3-trimetilheptano

### El trimetilheptano: Un componente de los combustibles
El 2,3,3-trimetilheptano es un tipo de hidrocarburo saturado, es decir, un compuesto orgánico formados únicamente por átomos de carbono e hidrógeno unidos por enlaces simples. Su estructura molecular es de cadena ramificada con fórmula molecular C10H22, lo que le confiere propiedades específicas.

### ¿Para qué sirve?
Debido a su naturaleza química, el 2,3,3-trimetilheptano se utiliza principalmente en la industria como:
- Componente de mezclas: Se añade a mezclas de hidrocarburos para modificar sus propiedades físicas, como el punto de ebullición o la viscosidad. Es uno de los muchos componentes que se encuentran en los combustibles fósiles, como la gasolina. Su presencia contribuye a las propiedades de combustión y rendimiento del combustible.
- Solvente: Dada su capacidad para disolver ciertas sustancias, puede emplearse como solvente en procesos industriales.
- Referencia en análisis químicos: Se utiliza como estándar de referencia en investigaciones químicas o en técnicas analíticas como la cromatografía, para identificar y cuantificar otras sustancias o incluso para estudiar propiedades específicas de los alcanos..

### Características principales
- Líquido inflamable: Al igual que otros hidrocarburos, el trimetilheptano es un líquido inflamable.
- Incoloro: Suele ser incoloro y no tiene un olor característico.
- Poco soluble en agua: Es más soluble en solventes orgánicos que en agua.